# Symbothriorhynchus uranoscopi
Symbothriorhynchus uranoscopi is een lintworm (Platyhelminthes; Cestoda). De worm is tweeslachtig. De soort leeft als parasiet in andere dieren.
Het geslacht Symbothriorhynchus, waarin de lintworm wordt geplaatst, wordt tot de familie Otobothriidae gerekend. De wetenschappelijke naam van de soort werd voor het eerst geldig gepubliceerd in 1952 door Yamaguti.